# クロマチックラボ
株式会社クロマチックラボは、日本の音楽事務所。
音楽レーベル、ライブ・イベントの企画運営、音楽制作、出版、音楽メソッド及び、楽器の研究・開発に至るまで様々なエンタテイメント関連事業を行っている。
旧社名は東京優勝→ tokyo yusyo（共に読み名は「とうきょう ゆうしょう」）。

## 会社概要
1965年に、渋谷区代々木で音楽教室として創業、1984年に会社設立。代々木駅前に事務所を構えていた。その後、代々木駅と原宿駅の中間、明治通り沿いに事務所を移転。渋谷区内（代々木、原宿、渋谷）および世田谷区内に寮を設置していた。当時は、祖業の音楽事業と並行してタレント・モデルの育成を中心とした芸能事業も積極的に行っており、芸能界におけるニッチ市場の開拓に力を入れていた。
創業当時より長年にわたり音楽教育および鍵盤楽器の研究開発を行っており、独自のメソッド「ムトウ音楽メソッド」「ムトウ記譜法」を提唱。これまでに、当該メソッドに基づいたオリジナル設計の電子楽器や数種類の鍵盤を開発・製造し、それらの楽器を使ったアーティスト育成やプロモーションにも力を注いでいる。
2014年7月、渋谷区神宮前に音楽スタジオとして移転。この頃より芸能事業から撤退し音楽事業のみで営業する。
2024年7月、社名を「株式会社 クロマチックラボ」に変更し、神宮前の事務所を閉鎖し道玄坂に移転する。
2025年4月、北海道石狩市厚田のオロロンライン沿いにて、カフェスペース「OLA GA TOCHI」を開店。

## 関連会社
- 宝音出版 - 音楽出版
- Y2G RECORDS - インディーズレーベル

## 楽器の開発
独自のメソッド「ムトウ音楽メソッド」「ムトウ記譜法」に基づいた、移調が直感的に行える特殊な鍵盤（全音配列）を持ち、容易に習得可能と言われるクロマトーン（電子楽器）の開発がなされており、所属アーティストによる実演ライブ等も行われている。
- ラピアン (RAPIAN)
- ホールトーン (WHOLETONE)
- クロマトーン (CHROMATONE CT-312)

なお、これらの楽器に使用されているメカニズムは「楽器用鍵盤のキートップ」として特許公開されている。